# Death metal
El death metal es un subgénero extremo del heavy metal. Se caracteriza por utilizar voces guturales, guitarras con un uso excesivo de overdrive, afinaciones graves para sus instrumentos, percusión rápida (con un dominante uso del doble pedal), complejas estructuras musicales, además de técnicas poco ortodoxas para la composición de los riffs de guitarra. La temática del death metal abarca temas como las historias de terror, la religión, filosofía, asesinos en serie, canibalismo, torturas, entre otros. Por otra parte, se ve influenciado por los problemas físicos y morales del hombre: muerte, belicismo, sociedad, iluminación, filosofía y otros. Normalmente, una banda de death metal está compuesta por un vocalista, dos guitarristas, un bajista y un baterista, es decir, la formación estándar del heavy metal. Entre sus principales exponentes se encuentran grupos como Death, Cannibal Corpse, Deicide, Obituary o Morbid Angel.

## Orígenes estilísticos
Los rasgos específicos del death metal se remontan a mediados de la década de 1980, a partir del heavy metal de los 1970. Se caracteriza por tener elementos rítmicos provenientes del biker metal, cuando varias bandas comenzaron a incorporar el sonido duro agresivo del thrash metal, el death metal adquirió los matices del metal extremo, con el sonido crudo del hardcore punk.

## Historia
El death metal se origina en la radicalización de las tendencias musicales ya presentes en el thrash metal y biker metal, pero desde una perspectiva que vuelve a enfatizar el sonido y la óptica propiamente metálicos; sobre todo la búsqueda de la complejidad compositiva, aunque, en general, sin abandonar el tradicional lenguaje tonal y del virtuosismo musical. Como principales influencias para el nacimiento del death metal suele citarse a Venom, Slayer, Celtic Frost, Sodom o Kreator. Como principales grupos responsables de configurar las bases del género suele citarse a Possessed, Death y Obituary (inicialmente denominados Xecutioner), existiendo además otros pioneros como Sepultura, Necrophagia, Autopsy, Necrovore, Repulsion, Rigor Mortis, Pestilence, Brutality, Cryptic Slaughter, Slaughter o "las 5 M" del death metal: Master, Morbid Angel, Massacre, Massacra y Macabre.
Existe una controversia entre los aficionados acerca de cuál de los dos principales pioneros, Death o Possessed, es el "padre" del death metal. El nombre death metal deriva de la necesidad de buscar un término que describiese con acierto la intención extrema del género, así como de la coincidencia de ciertas primeras producciones que utilizaban el término death como el demo de Possessed, Death Metal, de 1983 y el demo Death by Metal de Mantas, de 1984, banda que luego cambiaría su nombre a Death y que re-grabaría el demo. Jeff Becerra, vocalist de Possessed, atribuyéndose la paternidad del término, manifestó: "Estábamos tocando esta música e intentando ser lo más heavy en la faz de la Tierra. Sólo queríamos joder a la gente y mandarlos a su casa. Y eso no podía llamarse flower metal". En cuanto a Death, es capital centrarnos en la figura de Chuck Schuldiner, que popularizaría la voz gutural, una de las principales innovaciones en el campo de la música extrema y especialmente, a nivel compositivo, marcaría las pautas del género. El primer disco oficial de esta agrupación, Scream Bloody Gore de 1987, no sólo influyó en lo que sería para siempre el death metal musicalmente, sino también en el plano lírico (letras sobre zombis, muerte, terror) y visual. La imagen propia de la primera ola de black metal, imbuida de satanismo visual y compositivo, heredada de Venom y perviviente en Possessed, es sustituida por otra vinculada con la muerte, el existencialismo y las películas de terror. La portada de este disco a cargo de Edward Repka (así como la de los dos discos siguientes) se convertiría en el eje del canon visual para el death metal, del mismo modo que las portadas de Derek Riggs para los discos de Iron Maiden se convirtieron en el referente principal para los discos de heavy metal y sus derivaciones años antes.
Independientemente de a quién proceda atribuir la paternidad del género, lo cierto es que es tras Death, Possessed y los demás grupos pioneros ya mencionados, fueron sumándose otros como Deicide, Atheist o Incantation, con lo que nos encontrábamos con una multitud muy reseñable de bandas de death metal en un muy corto espacio de tiempo. Hacia comienzos de la década de 1990, el death metal ya se había convertido en el género extremo por excelencia del metal, desplazando con ello al thrash metal, a tal punto que se ha dicho que es el death metal, en concreto el álbum Altars of Madness de Morbid Angel, el que "ejecuta" al thrash metal en 1989. Una particularidad del death metal es que su surgimiento puede considerarse mundial, pues muy rápidamente, en virtud de la red mundial de intercambio de casetes vía postal, surgieron núcleos de seguidores en lugares tan disímiles entre sí como Chile (Pentagram, Atomic Aggressor) o Suecia (Nihilist). No obstante lo cual, si fuera preciso atribuir una "capital" del death metal en su origen, esa sería sin duda Tampa, Florida. Varias de las bandas pioneras, como Death, Obituary o Deicide, habían empezado a grabar en los Morrisound Studios de esta ciudad bajo la batuta de Scott Burns, quien iría definiendo el sonido de todas ellas. Esto convirtió a Tampa en una especie de "Meca" del death metal, como bien muestra que se asentara allí desde su natal Buffalo la banda seminal del brutal death metal Cannibal Corpse.
El nacimiento de subgéneros dentro del death metal (a su vez, un subgénero del heavy metal) demuestra hasta qué punto se estaba viviendo a principios de la década de 1990 una explosión creativa. El mencionado brutal death metal (un death metal caracterizado por una base rítmica especialmente pesada, con exponentes como los ya mencionados Cannibal Corpse o los neoyorquinos Suffocation) fue sólo uno de tantos subgéneros que fueron surgiendo entonces, pudiendo destacarse igualmente el technical death metal (una variante con composiciones y ritmos muy complejos), con paternidad nuevamente atribuida a Death, concretamente a su álbum Spiritual Healing (1990), o el death metal melódico (una variante que incide mucho en la melodía, exacerbando la influencia de la NWOBHM), cuyo origen se ubica en el álbum Heartwork (1993) de los ingleses Carcass. Precisamente hablando de Carcass, es conveniente destacar que el death metal se estaba desarrollando en paralelo a otro género de música extrema, el grindcore (entre cuyos exponentes podrían citarse a los propios Carcass, Anal Cunt o Napalm Death), que no derivaba del heavy metal como el death, sino del hardcore punk. Muchas bandas de grindcore fueron influenciadas por la escena de death metal (como fue el caso de Carcass, que pasó directamente a tocar death metal), y viceversa.
En medio de esta vorágine creativa e inspiracional, también comienza a discutirse la "capitalidad" del death metal. Si al principio se hablaba con patronímico únicamente del "death metal de Florida", llegada la década de 1990 explotó en Suecia lo que vendría a ser la segunda escena más influyente de death metal de la historia. La escena del death metal sueco tuvo un inicio algo distinto del estadounidense, pues tuvo una influencia mucho mayor por parte de bandas del ya mencionado hardcore punk. El primer lugar en el que se crea una escena, dando lugar al llamado sonido "buzzsaw" (similar a una motosierra y generado al saturar el pedal HM-2 de Boss) fue en Estocolmo, destacando bandas como Dismember o especialmente Entombed, quienes marcan el rumbo del death metal sueco con su álbum Left Hand Path (1990). A mediados de esa década, el centro de atención se desplazaría sin embargo a Gotemburgo, donde en 1995 At The Gates, Dark Tranquility e In Flames desarrollan y sientan los cánones del death metal melódico, habilitando el éxito de otras bandas adscritas a este subgénero (como Arch Enemy, Amon Amarth o Children of Bodom) e influyendo en la creación de otros subgéneros en décadas venideras, como el metalcore.

## Escenas regionales
- La escena de Canadá: Ha habido una gran variedad de bandas dentro del death metal en los últimos años y se ha visto un mayor reconocimiento por parte de los medios hacia su legado. Las más representativas son Kataklysm, cultores de un death metal algo influenciado con el grindcore; Cryptopsy, quienes son considerados una de las bandas más destacadas de death metal técnico, y los extintos Gorguts que comenzaron en un estilo estándar influido por la escena de Tampa pero que evolucionaron hasta convertirse en una suerte de Dream Theater del death metal, su álbum llamado Obscura es su principal legado. También destacan Martyr, Quo Vadis, Thorazine, The Agonist y Neuraxis.

- La escena de España: La escena española, dando muestra muy variada de subgéneros, surgió a principios de los años 90, con una fuerte presencia en Bilbao, Barcelona y Sevilla, y secundariamente en Madrid (donde surgirían pioneros como Haemorrhage y quienes quizás son el máximo representante internacional español del género, Avulsed) y Galicia.[13][14] No obstante, surgían bandas por todo el territorio, como fue el caso de los pioneros valencianos Total Death,[15] que publicaron su primera demo en 1989, junto a bandas como los desaparecidos Hellbound, Unbounded Terror, Absorbed, Obscure, Human Waste, Intoxication, Sacrophobia y Rotten Flesh. A lo largo de los años han ido naciendo y desapareciendo numerosas bandas entre las que cabe destacar, además de a otro de los exponentes con mayor repercusión internacional, los madrileños Wormed, a las siguientes: Carnage, Vidres A La Sang, Eczema, Human Mincer, Antropomorfia, Fermento, Scent Of Death, Unreal Overflows, Velocidad Absurda, The Moebius Curve, Haemophagia, Mistweaver, Anvil of Doom, Irredemption, Kot, Bosshell Thunder, Canker, Dulcamara, Kubla Khan, Tenebria, Noctumbra, Slivers Under Nails, Urbat Bitki, Shot, Exquisite Pus, Muerte por mil cortes y un largo etc.

- La escena de Florida: con un sonido melódico muy influenciado por el thrash metal, se pueden nombrar a Death, Morbid Angel o Deicide, siendo el álbum "Deicide" el más vendido del género, con unos 50.000 discos por todo el mundo. Autopsy también son otra banda a destacar de la escena, con sus letras tratando temas sangrientos, mutilaciones, decapitaciones, etc., aparte de otros temas extremos como la escatofilia. Obituary es otra de las pioneras del death metal. Otras bandas: Vital Remains, Atheist, Cynic o Malevolent Creation. También los industrial death Daath.

- La escena de Grecia: la escena death metal de Grecia es una de las más antiguas, contiene algunas bandas desconocidas, utilizan un género de rasgos death mezclados con Black, muy técnicos y progresivos a la vez de melódicos o sinfónicos, la banda más representativa de esta escena es Rotting Christ y Septic Flesh.

- La escena de Inglaterra: En Inglaterra están los creadores del grindcore como Napalm Death y Carcass. Se puede nombrar a Bolt Thrower como uno de las principales bandas. También destacan grupos nuevos como Sylosis.

- La escena de Los Ángeles: surgió a finales de los 80; esta escena se forja sobre el año 1990. Su característica fundamental es su inclinación hacia el brutal death metal. Bandas: Vile, Impaled, Exhumed y uno de los pioneros del brutal death metal, Deeds of Flesh. En esta ciudad también se formó Brujeria, banda cuyas letras son en español.

- La escena de Noruega: Otra escena death de importante valoración, en donde no solo hay Black metal. En esta escena encontraremos grupos de alta calidad como Thou Shalt Suffer, Zyklon, Old Funeral, Cadáver Inc., Mortem (luego conocidos como Arcturus), Blood Red Throne y los primeros trabajos de Darkthrone entre otros. Cabe destacar que la mayoría de los grandes grupos de black metal noruego comenzaron en la escena death metal bajo otros nombres. Ejemplos: Emperor, Immortal, Darkthrone, Arcturus (banda), etc.

- La escena de Nueva York: se basaba en los ritmos tribales y el punk neoyorquino consiguiendo un sonido más seco que el sonido de Florida. Una de estas bandas es Cannibal Corpse, con más de 1.000.000 de discos vendidos. Más bandas Suffocation, Immolation o Incantation.

- La escena de los Países Bajos: Destacan por su técnica y progresividad, con Gorefest es una de las bandas más destacadas y una de las primeras bandas de la escena death metal. También desatacan Sinister, Toxocara, Pyaemia, Severe Torture. Pestilence, Prostitute Desfigurement y God Dethroned

- La escena de Polonia: esta ha sido la última escena importante en surgir, y se puede decir que ha revitalizado el género. Algunas de las bandas más importantes son Trauma, Vader, Decapitated, o Behemoth, que empezaron haciendo black metal pero en sus últimos discos se han vuelto un híbrido blackened death metal, sin dejar de lado la temática satanista. El estilo polaco tiene mucho de black metal, con ritmos pesados.

- La escena de Suecia: estos grupos le dieron un toque muy particular al estilo, teniendo un sonido de guitarra muy melódico, arpegiado y de gran complejidad, usando el sonido agudo de la guitarra y los tremolo riffs de forma habitual. Bandas importantes son Edge of Sanity, Carnage, In Flames, Dissection, Entombed, Grave, Dismember, Aeon, Soilwork, Arch Enemy, Amon Amarth, Dark Tranquillity, Therion (en sus comienzos), Vomitory, Necrony, Hypocrisy, y los pioneros del Sonido Göteborg At The Gates; por otro lado un grupo que ha revivido la pura esencia del death metal de la vieja escuela es Bloodbath (que cuenta con miembros de Opeth y Katatonia), donde han participado músicos influyentes en la escena, tales como Peter Tägtgren o Dan Swanö.

- La escena de Sudamérica y el Caribe: surgida en los años 1980 estuvo desde sus inicios fusionada con el thrash metal merced a la influencia de los primeros Slayer y Possessed, por ello el primer death metal sudamericano es básicamente death/thrash metal. Las bandas más importantes que se adscribieron a este estilo desde Argentina, en los inicios de este género musical, fueron Vibrion, Jesus Martyr y Lobotomy. Vibrion y Jesus Martyr marcaron un precedente en Argentina, fueron las primeras en salir al ruedo por Europa, gozaron de cierto reconocimiento e incluso editaron álbumes en el viejo continente. En Brasil, destacan Krisiun y Torture Squad. En Colombia surgieron grupos como Reencarnación, Masacre[16] y Parabellum[17] (la última muy influyente para el black metal escandinavo).[18] En Chile se vio el surgir de una verdadera subescuela de death metal local con las clásicas Pentagram, Atomic Aggressor, Sadism y Torturer entre otras. En el Perú se dio el paso de una escena heavy- thrash a otra casi completamente death en la que destacaron Hadez y Mortem, entre otros. En Ecuador a finales de los 80 nacen bandas como C.R.Y.[19] y Damaged Skull[20] ambas originarias de la ciudad de Ambato proponen por primera vez en este país la escena extrema haciendo Death Metal, a inicios de los 90's aparecen bandas como Necrofobia,[21] Obertura[22] esta última quien después cambiaría de nombre a Ente[23] haciendo un death metal más técnico. En Cuba ya desde finales de los 80 y principios de los 90 bandas como Metal Oscuro, Sectarium, Medium, Destrozer, Agonizer y más adelante otras como Combat Noise, Congregation y Suffering Tool aportarían también su dosis de brutalidad desde la isla, fuertemente influenciados por la cercanía de los pioneros del género en Florida.

- La escena de México: de esta escena, es importante destacar a Transmetal, quienes captaron la atención de Scott Burns, productor del famoso estudio Morrisound Recording, en donde la banda grabó dos de sus discos con algunas breves aportaciones de Glenn Benton y de George Fisher. Esto hizo que los ojos de los seguidores del género le tomaran cierta importancia al país. A nivel underground, destacaron bandas como Cenotaph, con su obra máxima "Riding Our Black Oceans". Por su parte, Daniel Corchado fundó The Chasm, una banda que posteriormente tuvo relativo éxito en Estados Unidos. Shub Niggurath le daría un toque definitivo de brutalidad al death metal mexicano, con un antecedente importante en Tormentor, otra gran banda mexicana del género. Por su parte, en Monterrey, Toxodeth importó a México el sonido técnico de Chuck Schuldiner y su banda Death. En la misma escena regiomontana, Mortuary tuvo buena aceptación con su álbum "Blackened Images". También es preciso mencionar a Hardware, banda que le dio en México algunos toques experimentales al death metal. No debemos olvidar a Disgorge, que de la mano de Antimo Buonnanno catapultaron su brutalidad al mundo. Bandas más recientes como Denial, quienes publicaron un espectacular álbum llamado "Catacombs Of The Grotesque", masterizado en los Unisound Studios de Dan Swanö.

## Principales subgéneros

### Melodic death metal: death metal melódico
El death metal melódico presenta melodías y armonías en los acordes de las guitarras. También son muy comunes las voces desgarradas, en lugar de las guturales, y las voces limpias y melódicas. Es común que se utilicen pasajes limpios o progresivos en las canciones, como así estribillos más cantables. Algunas bandas inclusive pueden sumar un teclado. Se considera que los pioneros fueron Carcass y son característicos del death metal melódico grupos como Insomnium, Omnium Gatherum, Children of Bodom, Avatar, At the Gates, Arch Enemy, Amon Amarth, Dark Lunacy, Dark Tranquillity, Dimension Zero, Dethklok, e In Flames. Se encuentran también bandas importantes dentro de este estilo musical, en otros países europeos, como Nembience en Dinamarca y Norther en Finlandia y en Centroamérica Treateth en Guatemala y Dying Inside en Nicaragua. Este género fue fundamental para la aparición del metalcore melódico y muchas bandas citan a las bandas de este género como fuertes influencias.

### Brutal death metal
El brutal death metal consiste en usar la batería con un tiempo más acelerado que el habitual, con un enfoque más brutal, de ahí el nombre. Bandas características del brutal death metal son, Suffocation (considerados uno de los máximos innovadores del death metal al combinar brutalidad y tecnicismo características habituales del death metal moderno, creando una corriente más underground que en los últimos 5 años se ha ido popularizando el llamado "brutal technical death metal"), Usurper,, Severe Torture, Cannibal Corpse, Vital Remains, Waking The Cadaver, Dying Fetus, Krisiun, Pyaemia, Brodequin, Disgorge, Houwitser, Diabolic, Kronos (Francia), Mental Horror, Abhorrence, Disavowed, Hate Eternal, Myrskog, Devourment (innovadores en el brutal death metal a finales de los 90's creando el slam death metal cuyo estilo ha marcado la última década en el modo de hacer el brutal death metal), Gorephagia, Mindly Rotten e Internal Suffering.

### Slam death metal
El slam death metal (a veces denominado slamming death metal o slamming brutal death metal) es un subgénero del brutal death metal. La atención se centra en los grooves y ritmos de tempos lentos, Mientras que los blast beats no se utilizan con tanta frecuencia, pero todavía se utilizan ocasionalmente. Los riffs de guitarra se tocan muy bajos, por lo general alrededor de B Drop, pero inferior a veces. Los armónicos pellizcados son comunes en el slam death metal, pero los solos de guitarra no lo son. La melodía está ausente o se mantiene a niveles muy bajos, pero aun así es bastante técnico. Nueva York, Texas y Moscú son las tres principales ciudades de la escena del slam death metal. A menudo comparada con deathcore, el slam death metal no usa muchas paradas pero si grooves lentos que pueden compartir el mismo sentimiento. Los principales exponentes del slam death metal son: Devourment USA (Creadores del subgénero), Suffocation USA (Trabajos posteriores - Creadores del subgénero), Internal Bleeding USA (Creadores del subgénero), Abominable Putridity Rusia.

### Technical death metal: death metal técnico
El death metal técnico es una variante más técnica del género, con partes muy complejas, incluyendo cambios de ritmo e influencias de géneros como el jazz y fusión. Death, Atheist, Edge of Sanity, Cynic u Obscura son algunas de las bandas más importantes de este subgénero. Pan.Thy.Monium, Forenssick, Quo Vadis y Aghora surgen también en este ámbito del death metal. Entre los elementos que se pueden encontrar en el género están los clásicos guturales del death metal, la batería que abarca desde los ritmos rápidos y agresivos del death hasta los ritmos alternantes y caóticos del metal más técnico y experimental. Bandas actuales de death metal técnico podemos citar a Decapitated, Necrophagist (citados frecuentemente como los sucesores de Death), Mindly Rotten, Obscura, Beyond Creation, Cryptopsy, Nile. Esta última implementando un estilo más marcado en brutalidad, folklore egipcio y virtuosismo bien combinados.
Hacia el lado más orientado al rock progresivo, la banda sueca de death metal progresivo Opeth tiene un sonido particular dentro del death metal técnico, fusionando el death metal con pasajes acústicos, rock progresivo, jazz, progresiones de acordes y compases inusuales en el death metal.

### La nueva era: brutal technical death metal
Este subgénero menos popular surge directamente entre 1991 y 1993 con la aparición de la banda Suffocation, paralelamente al desarrollo del death metal técnico a cargo de bandas como Death, y Gorguts. Y como su nombre lo indica es la pretensión de una combinación entre la oleada naciente del death metal técnico y el brutal death metal.
Alcanzó un auge hacia 1998 y el 2000 con la aparición de Nile, formada por Karl Sanders, quien originalmente se encontraba en una banda de thrash metal llamada "Morriha" quienes después se movieron al marcado estilo del death metal influenciados por David Vincent de Morbid Angel; los rusos Scrambled Defuncts, quienes más tarde adoptaron un estilo mucho más progresivo implementando el uso de elementos sinfónicos como cuartetos de cuerdas y trompetas; Yattering desaparecida banda Polaca muy influenciada por sus compatriotas Decapitated.
A principio de la última década en los primeros 5 años viene la aparición de nuevas bandas orientadas a este estilo como: Incinerate, Origin, Visceral Bleeding, Cephalic, Spawn of Possession, Incisión, y los colombianos Internal Suffering, cuyos primeros trabajos estaban enfocados a un brutal death metal menos técnico.
Cabe mencionar que este subgénero se ha popularizado en los últimos 5 años con bandas como: Lecherous Nocturne, Septycal Gorge, el último disco de Disavowed llamado "Stagnated Existence", Odious Mortem, Element, Decrepit Birth, el 2014 en México con álbum debut de Deconversion, Inveracity, Carnophage, Infinitum, Engaged in Mutilating, Fleshgod Apocalypse quienes también han implementado el estilo sinfónico, Sarcolityc, Hideous Deformity, Aeon, Decimation,
Beneath the Massacre, Flesh Consumed, Here Comes The Kraken, Monumental Torment, Anomalous, Face of Oblivion, Auticed entre otras.

### Death metal progresivo
El death metal progresivo es el resultado de la unión del death metal con los compases y arreglos compositivos del rock progresivo. Este pertenece a la lista de subgéneros extremos que tiene el heavy metal y en concrentro el metal progresivo. El death metal progresivo se caracteriza por las voces guturales y la extrema dureza del death metal con los característicos cambio de compás, emfasi en el álbum conceptual, complejas estructuras y temas de larga duración propio del género progresivo.
Este género comparte rasgos con el death metal técnico, pues este último también incorpora ciertas influencias del metal progresivo y el metal técnico, aunque de una forma menos encaminada al virtuosismo. Entre los elementos que se pueden encontrar en el género están los clásicos growls del death metal, baterías que abarcan desde los ritmos rápidos y agresivos del death metal hasta el característico manejo de compases, amalgamas y polirritmias del progresivo, así como pasajes acústicos y el uso de instrumentos poco comunes en el heavy metal tradicional como el saxofón.
Muchos seguidores de dicho género consideran a la banda sueca Opeth como los originarios del metal progresivo. Opeth expone en sus piezas una cuidada composición, con arreglos de guitarra acústica y voces limpias o secciones instrumentales sencillas y directas, hasta trozos crudos, oscuros y profundamente deathmetaleros. Indudablemente, este grupo ha sido muy importante en el género, siendo el encargado de popularizarlo entre los seguidores del metal. Fue en 2001 cuando Opeth sacó al mercado su quinto álbum titulado Blackwater Park. Este álbum tuvo en seguida un gran éxito con la crítica y una tremenda respuesta en los seguidores, llevando su metal progresivo a la luz.
Aun así, los orígenes del metal progresivo de este tipo hay que situarlos en 1992 y 1993. En 1992, Dan Swanö creó uno de sus innumerables proyectos paralelos a su entonces banda principal Edge of Sanity. Este proyecto se llamó Pan.Thy.Monium y su álbum Dawn of Dreams es probablemente una de las primeras formas de metal técnico con influencia de death metal, con sus tiempos caóticos y sus incursiones de saxo. En 1993, la banda estadounidense Cynic publicó su trabajo Focus. Este álbum también es, como ya hemos comentado, considerado un álbum de death metal técnico.
No tan caótico como los trabajos de grupos anteriores a ellos, surgió la pregunta de dónde comienza el metal técnico y dónde muere el metal progresivo. Lo que es indudable es que los trabajos tanto de Opeth como de Cynic y Pan-Thy-Monium han inspirado a una generación de grupos como Estertor (All You Hate) o Theory in Practice. 
Otros grupos clave del género son: In Mourning (All You Hate), Burst, Into Eternity, Amorphis, Elderdawn, Coprófago, Aghora, Narcolyptica, Disarmonia Mundi, Nahemah, Estertor, Atheist, Orphaned Land, Neuraxis, Total Death Ecuador, Mar de Grises, Augury, Necrophagist, Meshuggah, Gojira(banda), Persefone, Nemessis.

### Death metal sinfónico
Es un subgénero del death metal, totalmente definido. Se basa fundamentalmente en la incorporación de teclados, orquestaciones y un acercamiento más melódico y teatral. Algunas bandas destacadas del género son: Wintersun, Fleshgod Apocalypse, Avatar, Septic Flesh, Therion.

## Fusiones

### Death and roll
El death and roll surge de la fusión de este estilo con el rock and roll, modificando el sonido típico del death metal, acomodando las voces, menos extremas, y con ritmos más rimbombantes. El ejemplo más notable es Entombed a partir del álbum Wolverine Blues (1993).

### Thrash/death metal
También conocido como brutal thrash metal es el equilibrio de ambos géneros, incluyendo los blast beats característicos y voces raspadas y/o guturales, las guitarras generalmente tienen la base del thrash. Bandas importantes de este género son Possessed, Pentagram Chile, Pestilence, Sepultura, Transmetal, Cancer, Protector, Master, Criminal, Sarcófago y Sadus. Más recientemente han aparecido nuevas bandas como Revocation, Crematorium, Black Infernus, Screams of Damnation, Brutalic Life, Conceived by Hate.

### Blackened death metal
El blackened death metal integra las características atmosféricas del black metal al death, exprimiendo al máximo la brutalidad del death y combinándolo con la atmósfera típica del black, enfatizando el aspecto religioso (anticristiano, ocultista, etc) en las letras. Como bandas encontramos a Belphegor, Zyklon, Emperor, Dissection, Callenish Circle, God Dethroned, Anaal Nathrakh (banda que también combina black con grindcore e industrial metal), la nueva era de Behemoth, Watain, Hyban Draco, The Legion entre otros. 

### Deathgrind
El deathgrind es una fusión del grindcore con el death metal. Algunas de las bandas más notorias de este subgénero son Terrorizer, Lock Up, Asesino, Avulsed, Carcass, Dying Fetus y Mortician.

### Industrial death metal
La fusión de la música industrial y el death metal, que mezcla voces guturales, guitarras y riffs propios del death metal, con elementos de la música industrial, tales como efectos y tempos característicos de la música electrónica, y en especial del llamado metal industrial.
Bandas destacadas del género son: The Berzerker, The Project Hate MCMXCIX, Archeus, Corpsegore, Soulstorm y Goregod.

### Deathcore
El deathcore es la fusión del metalcore con el death metal, integrando a las características musicales de este último, ritmos rápidos y agresivos, blast beats, doble bombo, y el excesivo uso de breakdowns. Asimismo, las letras están más influenciadas por aspectos sociales o sentimientos personales, no haciendo tanto hincapié en la temática gore. Bandas como Lorna Shore, Crematorium, Despised Icon, Carnifex, Suicide Silence, As Blood Runs Black, Suffokate, Annotations of an autopsy y Whitechapel. Es, sin embargo, necesario recalcar que este subgénero popular en los Estados Unidos entre los jóvenes de la segunda década del siglo XXI no es del todo aceptado por la cultura headbanger globalizada debido a su contacto con el metalcore, que es también cuestionado debido a su falta de ortodoxia con la corriente histórica dominante del metal.